# Flores de otro mundo
Flores de otro mundo és una pel·lícula espanyola dirigida per Icíar Bollaín el 1999 i protagonitzada per Luís Tosar, José Sancho, Marilyn Torres i Lissete Mejía. La trama segueix tres dones que arriben a un poble de l'Espanya rural en busca d'amor i per començar una nova vida. Molt ben rebuda, la pel·lícula va guanyar el Gran Premi de la Setmana de la Crítica al 52è Festival Internacional de Cinema de Canes. Es va rodar a Cantalojas, Condemios de Arriba, Jadraque i Villacadima, tots ells a la província de Guadalajara.

## Argument
Els solters del petit poble castellà de Santa Eulalia organitzen una festa a la qual acudeix un autocar de dones en edat de casar-se, ja que al poble no n'hi ha. Dones i homes comparteixen la seva lluita contra la solitud. Una d'elles, Patricia, arribada de la República Dominicana i en situació d'il·legalitat, hi va buscant una llar i estabilitat econòmica que no pot aconseguir. Una altra, Milady, és una jove cubana de 20 anys amb il·lusió de recórrer el món però que hi va per les seves dificultats econòmiques. Marirrosi és una infermera bilbaïna que té diners però que busca amor i vol redreçar la seva vida solitària. Davant d'elles hi ha Carmelo, Damián i Alfonso, que sempre han viscut al poble, però que veuen en les dones una oportunitat per abandonar la solitud i començar de zero. En el ball de solters coincideixen tots ells, però les seves diferències culturals fa que a vegades xoquin.

## Repartiment
- José Sancho - Carmelo
- Luis Tosar - Damián
- Lissete Mejía - Patricia
- Chete Lera - Alfonso
- Marilyn Torres - Milady[6]
- Elena Irureta - Marirrosi
- Amparo Valle - Gregoria
- Rubén Ochandiano - Oscar
- Ángela Herrera - Lorna
- Doris Cerdá - Daisy
- Chiqui Fernández - Aurora
- Carlos Kaniowsky - Felipe
- Isabel de los Santos - Janay
- Antonio de la Torre - Conductor del camió

## Influència
La pel·lícula es va inspirar en solters espanyols, com els de Plan, que van organitzar festes per atraure dones solteres de les ciutats, ja que les dones rurals tendien a emigrar a les ciutats. Aquestes "caravanes de dones" es van inspirar en el western Westward the Women

## Premis
XIV Premis Goya
| Categoria              | Persona                        | Resultat  |
| ---------------------- | ------------------------------ | --------- |
| Millor actor revelació | Luis Tosar                     | Candidat  |
| Millor guió original   | Icíar Bollaín Julio Llamazares | Candidats |